# Sebastian Ofner
Sebastian Ofner (født 12. maj 1996 i Bruck an der Mur, Østrig) er en professionel tennisspiller fra Østrig.